# Сицзян

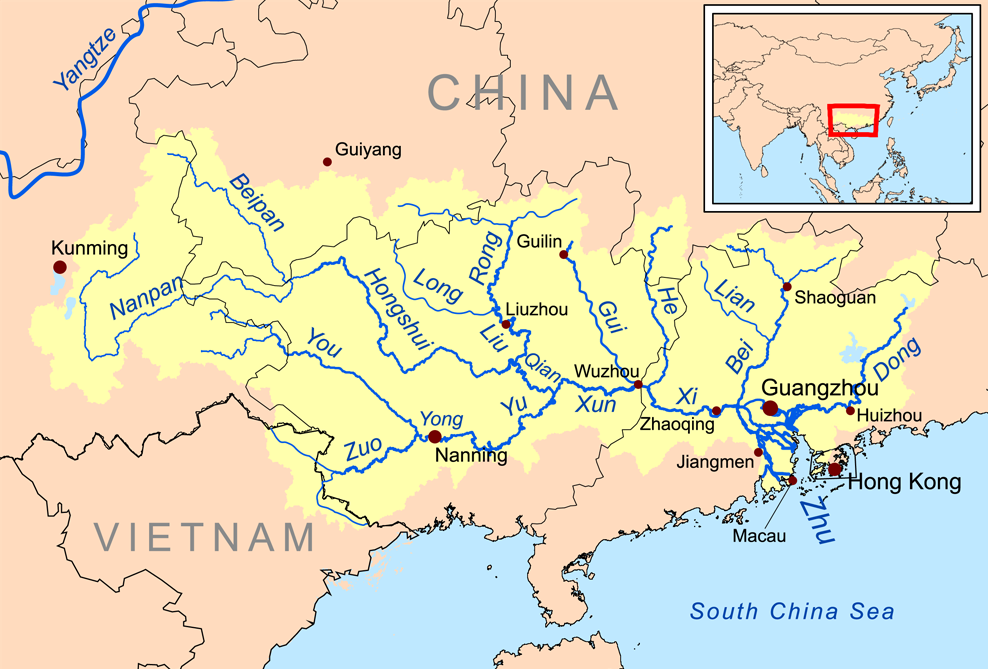

Сицзя́н (кит. упр. 西江, пиньинь Xī Jiāng, буквально: «западная река») — западный приток реки Чжуцзян (Жемчужной реки), расположенной в южном Китае. Длина 2130 км, площадь бассейна 437 тыс. км².

## Гидрография
Река Сицзян начинается у города Учжоу в Гуанси-Чжуанском автономном районе, после слияния рек Гуйцзян и Сюньцзян. Затем она протекает через Гуандун и впадает в дельту Жемчужной реки. Два других крупных притока Жемчужной реки называются Дунцзян («восточная река») и Бэйцзян («северная река»). Большая часть реки протекает в узкой и глубокой долине с крутыми берегами, где попадаются пороги, пересекает места с широким развитием карста.
Средний расход воды около 8000 м³/с (у г. Учжоу), максимальный — 58 000 м³/с (во время летних муссонных дождевых паводков). Среднегодовой сток рек бассейна 363 км³. Колебания уровня воды в течение года достигают 15—20 м.

## Бассейн
Река Сицзян является самым крупным притоком Жемчужной реки, имея второй по величине объём стока (после Янцзы). Служит источником воды для многих поселений в районах Гуанси, Гуандун и Аомынь.
Как правило, весь бассейн реки Сицзян объединяют в название Жемчужная река (Чжуцзян). Очень часто реку Сицзян рассматривают вместе с её истоками, считая их разными названиями одной и той же реки (в этом случае её длина получается 2197 км).

## Хозяйственное значение
Большая часть реки судоходна, что позволяет наладить транспортное сообщение между прибрежными городами и поселениями внутри материка. В дельте Сицзяна — морской порт Гуанчжоу (Кантон).
Воды реки используются для орошения. Для защиты полей и населённых пунктов в бассейне реки построены дамбы общей длиной более 2000 км.